# مالیات‌گیری در ایالات متحده آمریکا
ایالات متحده آمریکا یک جمهوری فدرال با دولت‌های مجزای فدرال، ایالت آمریکا، و مجلس است. مالیات‌ها در آمریکا در هر یک از سطوح وضع می‌شوند. این مالیات‌ها شامل مالیات بر درآمد، حقوق، مالکیت، فروش، عواید سرمایه‌ای، سود سهام، واردات، زمین و هدایا و نیز عوارض گوناگون است. در سال ۲۰۱۰ مالیات جمع‌آوری شده از سوی دولت‌های فدرال، ایالتی، و محلی بالغ بر ۲۴٫۸٪ از تولید ناخالص داخلی می‌شد. در سازمان همکاری و توسعه اقتصادی، فقط شیلی و مکزیک سهم کمتری از جی دی پی را مالیات می‌گرفتند. به هر روی، مالیات‌ها بیشتر از درآمد کاری حاصل می‌شد تا درآمد سرمایه‌ای. انواع گوناگون مالیات‌های واگرا و یارانه‌ها برای اشکال مختلف درآمد و هزینه کرد را نیز می‌توان گونه‌ای از مالیات‌گیری غیرمستقیم از بعضی فعالیت‌ها نسبت به بقیه دانست. مثلاً، می‌توان گفت از هزینه کرد فردی بر آموزش عالی نسبت به دیگر گونه‌های هزینه شخصی که رسماً به عنوان سرمایه‌گذاری شناخته می‌شوند با نرخ بالاتری مالیات گرفته می‌شود.
مالیات‌ها از سوی دولت‌های فدرال، بیشتر ایالات، و برخی دولت‌های محلی بر درآمد خالص درآمد خالص افراد و ابرشرکت‌ها وضع می‌شوند. بر درآمد شهروندان و مقیمان در سطح جهان مالیات وضع می‌شود و به مالیات خارجی آنان اعتبار تخصیص داده می‌شود. درآمد مشمول مالیات بر اساس مقررات حسابداری مالیاتی تعیین می‌شود نه اصول حسابداری مالی، و شامل تقریباً همه درآمد از همه منابع می‌شود.
آمریکا یکی از تنها دو کشوری در جهان است که از شهروندان خود که مقیم آمریکا نیستند بر مبنای درآمد آنها در سطح جهان همچون شیوه و نرخ مقیمان خود مالیات می‌گیرد. دیگری اریتره است.